# Exit West
Exit West ist ein Roman des pakistanisch-britischen Schriftstellers Mohsin Hamid. Er wurde 2017 beim britischen Verlag Hamish Hamilton (Penguin Books) veröffentlicht. Die deutsche Übersetzung von Monika Köpfer erschien im selben Jahr beim DuMont Buchverlag. Hamids Roman begleitet ein junges Liebespaar bei der Flucht aus einem nicht näher bezeichneten Land, in dem ein Bürgerkrieg ausgebrochen ist.
Der Autor fügt der realistischen Geschichte märchenhafte Elemente hinzu, indem die Protagonisten und weitere Figuren durch magische Türen oder andere plötzlich auftretende Portale ihren Standort wechseln. Das Motiv der Türen, die in andere Welten führen, hat Hamid der Fantasyreihe Die Chroniken von Narnia von Clive Staples Lewis entnommen, dem Lieblingsbuch seiner Kindheit.

## Inhalt
Eine namenlose Stadt in der Gegenwart: Ein beginnender Bürgerkrieg lässt zahlreiche Menschen in Nadias und Saeeds Heimatstadt flüchten. Beim Besuch eines Abendkurses über Corporate Identity und Product Branding lernen sich die beiden kennen. Der eher konservativ erzogene Saeed, Sohn eines Universitätsprofessors und einer Lehrerin, ist moderat religiös und seit Kindheit der Astronomie zugetan. Er arbeitet in einer Werbeagentur und lebt noch bei seinen Eltern. Die selbstbewusste und freiheitsliebende Nadia macht sich nichts aus Religion und hat mit ihrer Familie gebrochen. Sie lebt in ihrer eigenen Wohnung, ist bei einer Versicherung tätig und fährt ein Geländemotorrad. Aus Selbstschutz vor aggressiven Männern verhüllt sie ihren Körper in einem konservativ wirkenden, schwarzen Gewand. Obwohl Nadia den schüchternen Saeed am Anfang abblitzen lässt, kommen sich die beiden näher und verlieben sich ineinander. Sie rauchen in Nadias Wohnung gemeinsam Joints und essen psychedelische Pilze. Nur Sex vor der Ehe lehnt Saeed anfänglich zur Enttäuschung der erfahreneren Nadia ab.
Bald erreichen die Kampfhandlungen zwischen Extremisten und Regierungstruppen auch Nadias und Saeeds Heimatstadt. Die Extremisten greifen die Börse an, woraufhin die Regierung Ausgangssperren verhängt. Nadias und Saeeds Arbeitgeber entlassen sie oder flüchten. Als Antiterror-Maßnahme wird das Telefonnetz abgeschaltet, was die Kommunikation zwischen Nadia und Saeed erschwert, die sich in ihren jeweiligen Wohnungen verbarrikadieren. Der Krieg wird zum Alltag und militante Kämpfer erobern nach und nach die Stadt. Als Saeeds Mutter zufällig von einer verirrten Kugel getötet wird, zieht Nadia in die Wohnung von ihm und seinem Vater. Währenddessen verbreiten sich Gerüchte, dass Flüchtlinge durch magische Türen dem Krieg entfliehen und überallhin gelangen können. Die Extremisten stellen die Nutzung der Portale unter Todesstrafe, während auch internationale Medien über sie berichten und Staatschefs sie als Ursache für eine große globale Flüchtlingskrise betrachten. Nadia und Saeed beschließen, durch eine der Türen zu fliehen. Während Saeeds Vater zurückbleibt und Nadia das Versprechen abringt, auf seinen Sohn aufzupassen, bezahlen beide einen Agenten. Er geleitet sie zu einer Tür in einer verlassenen Zahnarztpraxis, durch die sie auf die griechische Insel Mykonos gelangen.
Nadia und Saeed leben auf Mykonos am Rande eines Flüchtlingslagers, ehe ihnen durch eine weitere Tür die Flucht in eine leerstehende, luxuriöse Apartmentanlage in London gelingt. Das Haus wird bald von nigerianischen Flüchtlingen in Beschlag genommen, so dass sich Nadia und Saeed als einziges Paar dort eine Wohnung teilen. Immer mehr Migranten lassen sich in London nieder. Es kommt vermehrt zu gewalttätigen Ausschreitungen mit Immigrationsgegnern, bei denen auch das Militär einschreiten muss. Nadia und Saeed werden verprügelt und können als illegale Einwanderer keiner Arbeit nachgehen. Gleichzeitig kommt es vermehrt zu Spannungen zwischen den beiden. Nadia engagiert sich im von den Hausbewohnern begründeten Rat und weigert sich, zum Ärger von Saeed, ihr dunkles Gewand abzulegen. Saeed findet Trost im Gebet und kurzzeitig Halt in einer Hausgemeinschaft von Landsleuten, in der ein Prediger auch vom Märtyrersein spricht. Sein Vorschlag, in diese Gemeinschaft zu ziehen, wird von Nadia abgelehnt.
Als die Unruhen nach erfolgloser Räumung der Migrantenghettos allmählich abflauen, werden Trabantenstädte im früher geschützten Grüngürtel Londons errichtet, um die Flüchtlinge in kleinen Wohnungen unterzubringen. Obwohl sich Nadia und Saeed beim Bauprojekt verausgaben und Chancen auf eine gemeinsame Wohnung haben, reisen beide durch eine der Türen weiter in die neu errichtete Stadt Marin, Kalifornien. Dort bewohnen Nadia und Saeed eine selbstgebaute Hütte, werden sich aber ihrer Entfremdung bewusst und trennen sich einvernehmlich. Saeed, der sich in Marin noch öfter dem Gebet widmet, verliebt sich in die Tochter eines Predigers, deren verstorbene Mutter aus seinem Heimatland stammte. Nadia, die Arbeit in einer Lebensmittelkooperative gefunden hat, verguckt sich in eine maskulin wirkende Köchin.
50 Jahre später besucht Nadia zum ersten Mal nach ihrem Weggang ihre Heimatstadt, wo der Bürgerkrieg längst beendet ist. Sie trifft Saeed wieder, der zurückgekehrt ist und beide berichten aus ihren Leben. Sie beschließen, sich eines Tages in der Atacama-Wüste Chiles wiederzutreffen, um sich gemeinsam den Sternenhimmel anzusehen.

## Auszeichnungen
2017 gelangte Exit West auf die Shortlist des britischen Man Booker Prize. Im selben Jahr erreichte Hamids Werk das Finale des Kirkus Prize der US-amerikanischen Zeitschrift Kirkus Review. Exit West erhielt 2017 den Los Angeles Times Book Prize in der Kategorie „Fiction“. 2018 wurde der Roman mit dem erstmals vergebenen Aspen Words Literary Prize ausgezeichnet und 2019 stand Exit West auf der Shortlist für den International DUBLIN Literary Award.

## Geplante Verfilmung
Im August 2017 wurde bekannt, dass sich die US-amerikanischen Regisseure Joe und Anthony Russo die Rechte an einer Verfilmung von Exit West gesichert haben. Während die Brüder den Film produzieren wollen, wurde für die Regie der Norweger Morten Tyldum ausgewählt.

## Ausgaben
- Mohsin Hamid: Exit West. Hamish Hamilton, London 2017, ISBN 978-0241290088.
- Mohsin Hamid: Exit West. Aus dem Englischen von Monika Köpfer. DuMont, Köln 2017, ISBN 978-3-8321-9868-8.